# Gouvernement Baalbek-Hermel
Das Gouvernement Baalbek-Hermel (arabisch محافظة بعلبك - الهرمل) ist eines von inzwischen neun Gouvernements im Libanon. Verwaltungssitz ist Baalbek (arabisch Baʿlabakk).

## Geschichte
Die Bildung des Gouvernements wurde im Jahr 2003 beschlossen. Erst 2014 wurde es dann aus dem Gouvernement Bekaa herausgelöst und Bashir Khodr zum Gouverneur bestimmt.

## Geographie
Das Gouvernement Baalbek-Hermel bedeckt eine Fläche von 3009 km². Es grenzt an Syrien (im Norden und Osten), das Gouvernement Nord-Libanon, das Gouvernement Libanonberg (im Westen), das Gouvernement Bekaa (im Süden) und das Gouvernement Akkar (im Norden).

## Ethnische Aufteilung
Die Bevölkerung ist mehrheitlich schiitisch mit kleineren Minderheiten von orthodoxen Christen, Maroniten und Sunniten.

## Gliederung
Das Gouvernement besteht aus zwei Distrikten:
| Distrikt | Hauptort |
| -------- | -------- |
| Baalbek  | Baalbek  |
| Hermel   | Hermel   |

## Städte und größere Siedlungen
- Arsal
- Baalbek
- Schmistar
- Duris
- Hallanieh
- Hermel
- Jdeideh
- Kasarnaba
- An-Nabī Schaith
- Tamnine